# Чемпіонат Рівненської області з футболу 2012
Чемпіонат Рівненської області з футболу 2012 — чемпіонат Рівненської області, що проводиться під егідою Федерацією Футболу Рівненської області.
У сезоні 2011 р. сталися такі зміни: перша ліга області була розширена з десяти до дванадцяти команд. Клуби Сокіл (Радивилів) та РОКО-Городок залишися у першій лізі, а останній, у свою чергу, змінив прописку і був перейменований в РОКО-Зоря. Єдиним клубом що покинув чемпіонат області став Случ (Березне), який зайняв 7-ме місце в сезоні 2011. В сезоні 2012 клуб Случ (Березне) брав участь у другій лізі області з футболу. Таким чином, першу лігу чемпіонату області поповнили аж три клуби: Волинь (Здолбунів), Авангард-2010 (Рівне) та Сокіл (Садове), що посіли у другій лізі сезону 2011 1-ше, 2-ге та 4-те місця відповідно.
У другій лізі області знялись зі змагань троє клубів: Колос (Козин), Фіалка (Зоря) і Прогрес-Воловікова (Горбаків). Крім клубу Случ (Березне) додалися ще такі: Калина (Бугрин), Млинів, Сокіл-2 (Садове), Факел (Оржів), КОЛІСП (Костопіль), Смига.

## Перша ліга
Чемпіоном 1-ї ліги стала Славія (Рівне), для якої цей успіх став другим за її історію існування. Друге місце зайняв оржівський ОДЕК. Варто зазначити, що за підсумками регулярного чемпіонату обидва клуби набрали однакову кількість очок, тому згідно Регламенту змагань, чемпіон області визначився у додатковій грі за перше місце, яка відбулася 18 листопада у місті Березне на стадіоні «Случ» - Славія (Рівне) - ОДЕК (Оржів) - 1:0. Третім фінішувала Гоща-АМАКО
| 1 ліга — турнірна таблиця |                           |    |    |   |    |        |         |      |
| Місце                     | Команда                   | І  | В  | Н | П  | Голи   | Різниця | Очки |
| 1                         | Славія (Рівне)            | 23 | 18 | 4 | 1  | 50-17  | +33     | 58   |
| 2                         | ОДЕК (Оржів)              | 23 | 17 | 4 | 2  | 56-12  | +44     | 55   |
| 3                         | Гоща-АМАКО (Гоща)         | 22 | 13 | 2 | 7  | 51-30  | +21     | 41   |
| 4                         | Сокіл (Садове)            | 22 | 9  | 8 | 5  | 38-27  | +11     | 35   |
| 5                         | Сокіл (Радивилів)         | 22 | 9  | 4 | 9  | 34-28  | +6      | 31   |
| 6                         | Маяк (Сарни)              | 22 | 8  | 6 | 8  | 38-29  | +9      | 30   |
| 7                         | Енергія (Володимирець)    | 22 | 7  | 7 | 8  | 42-42  | 0       | 28   |
| 8                         | РОКО-Зоря (Зоря)          | 22 | 7  | 4 | 11 | 30-42  | -12     | 25   |
| 9                         | Ізотоп-РАЕС (Кузнецовськ) | 22 | 6  | 5 | 11 | 27-34  | -7      | 23   |
| 10                        | Волинь (Здолбунів)        | 22 | 6  | 4 | 12 | 31-40  | -11     | 22   |
| 11                        | Авангард-2010 (Рівне)     | 22 | 5  | 6 | 11 | 32-41  | -9      | 21   |
| 12                        | Волинь-Цемент (Здолбунів) | 22 | 1  | 0 | 21 | 15-102 | -87     | 3    |

## Друга ліга
Переможець: Малинськ)
Друге місце: Случ (Березне)
Третє місце: Калина (Бугрин) 

| 1 ліга — турнірна таблиця |                    |    |    |   |    |       |         |      |
| Місце                     | Команда            | І  | В  | Н | П  | Голи  | Різниця | Очки |
| 1                         | Малинськ           | 22 | 17 | 4 | 1  | 51-13 | +38     | 55   |
| 2                         | Случ (Березне)     | 22 | 13 | 5 | 4  | 59-25 | +34     | 44   |
| 3                         | Калина (Бугрин)    | 22 | 12 | 3 | 7  | 39-28 | +11     | 39   |
| 4                         | Вельбівно          | 22 | 12 | 2 | 8  | 33-21 | +12     | 38   |
| 5                         | Млинів             | 22 | 11 | 4 | 7  | 40-33 | +7      | 37   |
| 6                         | Сокіл-2 (Садове)   | 22 | 10 | 5 | 7  | 38-20 | +18     | 35   |
| 7                         | Полісся (Рокитне)  | 22 | 10 | 2 | 10 | 35-35 | 0       | 32   |
| 8                         | Водник (Рівне)     | 22 | 7  | 5 | 10 | 31-28 | +3      | 26   |
| 9                         | Горинь (Дубровиця) | 22 | 6  | 5 | 11 | 17-39 | -22     | 23   |
| 10                        | Факел (Оржів)      | 22 | 7  | 1 | 14 | 29-57 | -28     | 22   |
| 11                        | КОЛІСП (Костопіль) | 22 | 4  | 2 | 16 | 22-51 | -29     | 14   |
| 12                        | Смига              | 22 | 3  | 2 | 17 | 23-67 | -44     | 11   |